# Gilbert Laws (Segler)
Gilbert Umfreville Laws (* 6. Januar 1870 in Tynemouth; † 3. Dezember 1918 in Newchurch) war ein britischer Segler.

## Erfolge
Gilbert Laws wurde 1908 in London bei den Olympischen Spielen in der 6-Meter-Klasse Olympiasieger. Er war Skipper der von ihm entworfenen Dormy, deren Crew aus Charles Crichton und Schiffseigner Thomas McMeekin bestand. Durch zwei Siege in den ersten beiden Wettfahrten stand der Gesamtsieg bereits vorzeitig fest, da die beste Platzierung inklusive deren Anzahl für die Platzierung ausschlaggebend war. In der dritten Wettfahrt wurde die Dormy Dritte und schloss die Regatta schließlich auf dem ersten Platz vor der Zut von Léon Huybrechts und der Guyoni von Henri Arthus ab.
Laws Vater war Schiffsmakler. Er selbst gründete 1893 in Burnham-on-Crouch die Burnham Boat Building Company, die schnell zu einer der erfolgreichsten Bootsmanufakturen im Land wurde. Während des Ersten Weltkriegs wurde er in die Royal Naval Volunteer Reserve berufen und diente im Mittelmeer. Anfang 1918 verschlechterte sich sein Gesundheitszustand, ein Jahr später starb er in einem Pflegeheim für Offiziere auf der Isle of Wight.